# Phryganopteryx colorata
Phryganopteryx colorata är en fjärilsart som beskrevs av De Toulgoët 1971. Phryganopteryx colorata ingår i släktet Phryganopteryx och familjen björnspinnare. Inga underarter finns listade i Catalogue of Life.